# Les Fiancés du pont Mac Donald
Méfiez-vous des lunettes noires
Pour plus de détails, voir Fiche technique et Distribution.
Les Fiancés du pont Mac Donald est un court-métrage burlesque extrait de Cléo de 5 à 7, tous deux réalisés par Agnès Varda en 1961.

## Synopsis
Un jeune homme voit la vie en noir quand il porte des lunettes noires. Il lui suffit de les ôter pour que les choses s’arrangent.

## Fiche technique
- Titre : Les Fiancés du pont Mac Donald ou Méfiez-vous des lunettes noires
- Réalisation et scénario : Agnès Varda
- Directeur de la photographie : Jean Rabier
- Montage : Janine Verneau
- Musique : Michel Legrand
- Producteur : Georges de Beauregard
- Production : Rome-Paris Films
- Distribution : Ciné-Tamaris
- Durée : 3 minutes
- Format : 35 mm
- Noir et blanc
- Muet

## Distribution
- Jean-Luc Godard : le fiancé
- Anna Karina : la fiancée
- Jean-Claude Brialy : l'infirmier
- Sami Frey : le croque-mort
- Danielle Delorme : la fleuriste
- Eddie Constantine
- Yves Robert
- Émilienne Caille
- Alan Scott : le marin
- Georges de Beauregard

## Commentaires
- Court métrage burlesque, muet et en noir et blanc, Les Fiancés du pont Mac Donald est extrait du film Cléo de 5 à 7.
- Agnès Varda présente ce film dans son DVD Varda tous courts :

Voici un petit film que j’ai fait rentrer dans Cléo de 5 à 7 par la lucarne d’une cabine de projection. J’avais 2 buts : Lâcher un peu la pression de Cléo, qui était angoissée, peureuse, qui vivait mal sa peur d’être malade, et donc je m’étais dit que, au début du troisième tiers du film, là où souvent, les films ont un creux, une faiblesse, une mollesse, quelquefois d’ailleurs c’est au début du quatrième quart, il faudrait que j’introduise quelque chose d’un peu pimpant. Mon autre but, c’était de montrer les yeux de Jean-Luc Godard. À cette époque, il portait des lunettes très noires. Et on était amis, il a accepté de tourner cette petite histoire de lunettes où il est obligé de les enlever et ainsi on voit ses beaux yeux, ces grands yeux à la Buster Keaton. J’ai tourné ça sur le Pont Mac Donald, avec des amis, des comédiens qui sont venus gentiment, généreusement, passer la journée avec nous. Et c’est Anna Karina qui joue l’amoureuse de ce couple du temps du cinéma muet. Quel bon souvenir !